# Amblyjoppa fumipennis
Amblyjoppa fumipennis är en stekelart som först beskrevs av Cameron 1904.  Amblyjoppa fumipennis ingår i släktet Amblyjoppa och familjen brokparasitsteklar. Inga underarter finns listade i Catalogue of Life.